# Judith Scott (actrice)
Pour les articles homonymes, voir Judith Scott.
Judith Scott est une actrice américaine née le 22 décembre 1965 à Fort Bragg en Caroline du Nord.

## Filmographie

### Cinéma
- 1990 : Dans les pompes d'un autre : la secrétaire de Milt
- 1994 : Boulevard : Sheila
- 1994 : Super Noël : Susan
- 1995 : No Contest : Nancy Polson
- 1995 : Soul Survivor : Annie
- 1996 : Mon ami Dunston : Nancy
- 2003 : Vampires Anonymous : Christine
- 2005 : Black/White : Marilyn Jones
- 2005 : Flight Plan : Estella
- 2007 : La Faille : Résident
- 2009 : Une idée de génie : Rita
- 2012 : The Longer Day of Happiness : Lisa Jones
- 2017 : Kings : la femme en pantalon
- 2018 : Blue : Dr Diane Carol
- 2020 : Bad Hair : Edna
- 2021 : Une affaire de détails (The Little Things) de John Lee Hancock : Marsha

### Télévision
- 1991 : Hammerman : voix additionnelles (1 épisode)
- 1992 : Top Cops : Neta Weston (1 épisode)
- 1992 : E.N.G. : Mary Graves (1 épisode)
- 1993 : Matrix : Esther (1 épisode)
- 1994 : RoboCop : Dr Janet Bailey
- 1994 : Un tandem de choc : l'infirmière en chef (1 épisode)
- 1995 : Le Justicier des ténèbres : Carol Lewis (1 épisode)
- 1998 : Orage sur la tour de contrôle : Harriet
- 1998 : Un terrible doute : Détective Carter
- 1998-1999 : L.A. Docs : Nina (10 épisodes)
- 1999-2000 : La Famille Green : Dr Prendergast (2 épisodes)
- 2000 : Associées pour la loi (1 épisode)
- 2000 : Amy : Mara Roberts (1 épisode)
- 2000-2001 : Les Experts : Dr Jenna Williams (6 épisodes)
- 2001 : FreakyLinks : Natalie Tatum (1 épisode)
- 2001 : X-Files : Aux frontières du réel : Dr Kai Bowe (1 épisode)
- 2001 : Preuve à l'appui : Agent Annie Larrabee (1 épisode)
- 2002 : The Bernie Mac Show : Patricia (1 épisode)
- 2002 : 24 Heures chrono : Dr Rose Kent (1 épisode)
- 2002 : Le Producteur : Sylvia Doucette (1 épisode)
- 2002 : Frasier : Colleen (1 épisode)
- 2003-2004 : Jake 2.0 : Lou Beckett (16 épisodes)
- 2004 : FBI : Portés disparus : Gail O'Neill (1 épisode)
- 2006 : Esprits criminels : Détective Charlotte Russet (1 épisode)
- 2006 : Monk : Principal Franklin (1 épisode)
- 2006 : Urgences : Mandy Smith (1 épisode)
- 2006 : Cold Case : Affaires classées : Cherise Pierce (1 épisode)
- 2006-2007 : Dexter : Lieutenant Esmee Pascal (5 épisodes)
- 2007 : Close to Home : Juste Cause : Alexi Rogers (1 épisode)
- 2007 : Shark : Dr Laura Fields (1 épisode)
- 2008 : Numbers : Judy Turner (1 épisode)
- 2008 : Les Frères Scott : la travailleuse de l’adoption (1 épisode)
- 2008 : Retour à Lincoln Heights : Anita Kingston (3 épisodes)
- 2008 : The Cleaner : Sasha et l’administrateur du centre de désintox (2 épisodes)
- 2009 : Dr House : Dana Miller (1 épisode)
- 2009 : Hawthorne : Infirmière en chef : Karen Schilling (1 épisode)
- 2010 : Saving Grace (1 épisode)
- 2010 : Detroit 1-8-7 : Jill Roberts (1 épisode)
- 2011 : La Diva du divan : Judy Lang (1 épisode)
- 2011-2012 : Castle : Evelyn Montgomery (3 épisodes)
- 2012 : Les Experts : Miami : Ellen Phillips (1 épisode)
- 2012 : Franklin & Bash (1 épisode)
- 2016 : First Murder : Regina Parker (1 épisode)
- 2017 : Murder : Barham (1 épisode)
- 2017-2019 : Snowfall : Claudia Crane (11 épisodes)
- 2018 : The Arrangement : Delia Clark (1 épisode)
- 2018-2020 : All American : Janelle Cooper (6 épisodes)
- 2019 : Surveillance : Claire Reynolds